# 日本100巡礼 思いの道 願いの道
『日本100巡礼 思いの道 願いの道』（にほんひゃくじゅんれい おもいのみち ねがいのみち）は、BS日テレの紀行番組。2012年10月3日から毎週水曜日の20:00 - 20:54（JST）に放送。2013年9月25日放送終了。

## 概要
現役の僧侶で芥川賞作家の玄侑宗久の案内で、芸能人・著名人が日本の全国各地の聖地を訪ね巡っていく紀行番組である。アンコール放送や総集編が組まれる週もある。